# 利夫奥克 (佛罗里达州)
利夫奥克（英語：Live Oak）是美国佛罗里达州薩旺尼縣下属的一座城市。建立于1878年。面积约为29.5平方公里（约合11.4平方英里）。根据2020年美国人口普查，该市有人口6,735人。论人口在本州排行第188。